# 加斯帕尔·利亚马萨雷斯
加斯帕尔·利亚马萨雷斯·特里戈（西班牙語發音：[ɡasˈpaɾ ʎamaˈθaɾes ˈtɾiɣo]，1957年11月28日—）是西班牙左翼政治家，前西班牙共产党党员，2000至2008年担任西班牙联合左翼总协调员。他是2011年新成立的政党开放左翼的重要创始人之一，并从2012年9月起担任开放左翼的发言人。

## 早年
弗朗西斯科·弗鲁托斯出生于拉里奥哈自治区首府洛格罗尼奥，父亲是医生。他的童年时代在阿斯图里亚斯自治区的卡斯特里利翁度过。他后来就读于马德里自治大学和奥维耶多大学，并获得了医学学位。本科毕业后，他在哈瓦那大学继续深造，获得了公共卫生学硕士学位。1985年，他成为圣地亚哥-德孔波斯特拉大学预防医学系教授。

## 政治活动
他于1981年在阿斯图里亚斯共产党正式开始政治活动。1986年，为应对选举危机，西共和加泰罗尼亚统一社会党等左翼党派成立政党联盟——联合左翼。
在2001年前，西共总书记按惯例担任联合左翼协调员，但随着联合左翼内部矛盾的加剧，包括西共总书记弗朗西斯科·弗鲁托斯、联合左翼创始人之一的安杰利斯·马埃斯特罗以及加斯帕尔·利亚马萨雷斯围绕协调员之争形成了三派不同立场。最终，利亚马萨雷斯得到了总书记弗朗西斯科·弗鲁托斯的支持，成功担任联合左翼总协调员。

## 轶闻
2010年1月，美国联邦调查局发布了一张人工合成的本·拉登的近照，旨在向公众展示9·11袭击发生将近10年后拉登的模样。加斯帕尔·利亚马萨雷斯认为该照片与他本人极为相似，并于2011年10月11日宣布将起诉联邦调查局盗用自己的照片。
联邦调查局在经过调查后发现，确实是一名技术人员未经当事人允许，从谷歌下载了利亚马萨雷斯的照片，在合成拉登近照时盗用了他的胡须和额头。在收到投诉后，联邦调查局从网站撤下了照片。

## 参见

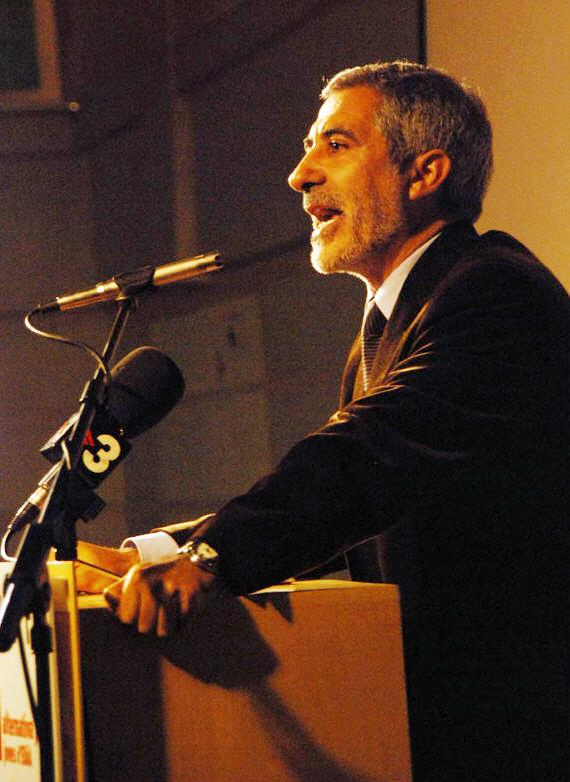
2007年演讲